# 1853 az irodalomban
Az 1853. év az irodalomban.

## Megjelent új művek
| Adalbert Stifter: Bunte Steine |

- Charlotte Brontë regénye: Villette
- Charles Dickens regénye folytatásokban: Örökösök (Bleak House, 1852–1853)
- Adalbert Stifter osztrák költő, író, pedagógus novellái: Bunte Steine (Színes kövek) (két kötet, Pest, Heckenast Gusztáv kiadása)

### Költészet
- Victor Hugo verseskötete: Les Châtiments (Fenyítések)
- Álvares de Azevedo brazíliai romantikus költő, író verseskötete: Lira dos Vinte Anos (Húsz év lantja)
- Magnus Brostrup Landstad norvég lelkész, költő kiadja a hagyományos norvég balladák első gyűjteményét:  Norske Folkeviser (Norvég népdalok), 1852–1853
- Karel Jaromír Erben cseh költő, irodalomtörténész, folklorista: Kytice z pověstí národních (Virágcsokor népmondákból) című népballada-gyűjteménye[1]

### Magyar nyelven
- Arany János

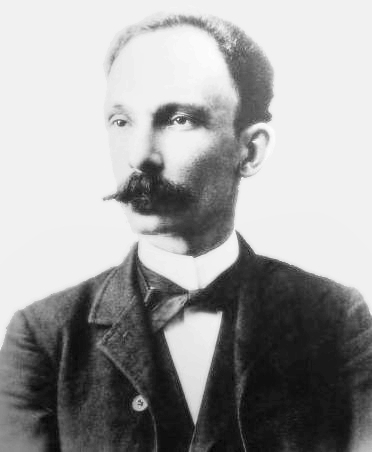
José Martí

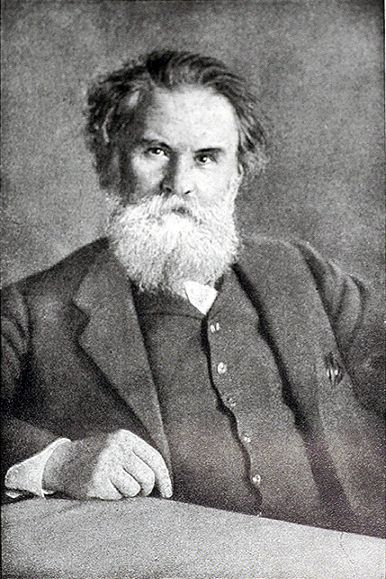
V. G. Korolenko

  - balladái közül ebben az évben jelenik meg többek között a Rozgonyiné, az V. László és az Ágnes asszony
  - elbeszélő költeménye: A Jóka ördöge
- Jókai Mór regénye: Törökvilág Magyarországon
- Jósika Miklós regénye: Eszter (az emigrációban élő író nevét a pesti kiadó nem tüntetheti fel)
- Kemény Zsigmond regénye: Ködképek a kedély láthatárán
- Szász Károly műfordításai: Moore Tamás költeményeiből
- Szigligeti Ede zenés, táncos színműve: A cigány, bemutató

## Születések
- január 28. – José Martí kubai költő, író, szabadságharcos († 1895)
- április 27. – Jules Lemaître francia drámaíró, kritikus († 1914)
- július 27. – Vlagyimir Galaktyionovics Korolenko ukrán–lengyel származású orosz író († 1921)

## Halálozások
- február 3. – August Kopisch német költő és festő (* 1799)
- április 28. – Ludwig Tieck német költő, író, műfordító, kritikus (* 1773)
- november 5. – Garay János költő, író (* 1812)